# Michiyuki (thuật ngữ)
Michiyuki (道行文 (Đạo Hành Văn) michiyuki-bun, lit. "du ký") là một thuật ngữ mô tả các cảnh hành trình trong kịch truyền thống của Nhật Bản, nơi các nhân vật trong vở kịch đó nhảy múa hoặc trò chuyện khi đang trên một chuyến đi.
Thuật ngữ ''michiyuki'' (道行 (Đạo hành) nghĩa đen là "khởi hành") , được diễn giải nghĩa chung là "michi wo yuku" nghĩa là "đi trên một con đường", được sử dụng trong các chi tiết miêu tả trữ tình về những cuộc hành trình vào thế kỷ VII. Nó cũng là một thuật ngữ chỉ âm nhạc trong các điệu nhảy bugaku của thời Heian, cụ thể, vũ công sẽ nhảy múa khi đang di chuyển lên sân khấu. Là một thuật ngữ chuyên ngành kịch Noh và Kabuki, michiyuki đã được sử dụng từ thế kỷ 16.
Trong kịch Noh, Michiyuki thường đảm nhận chức năng mở đầu, các nhân vật giới thiệu vở kịch trong khi di chuyển đến địa điểm diễn ra hành động chính. Ngược lại, trong kịch Kabuki, michiyuki thường diễn ra ở màn cuối cùng. Michiyuki được thực hiện bởi các nhân vật du hành di chuyển với tốc độ ổn định trên sân khấu chính hoặc trên hanamichi (lối đi hoặc "hành lang" gắn liền với sân khấu chính).